# لادیسلاوا ژملا
 لادیسلاوا ژملا (انگلیسی: Ladislav Žemla؛ ۶ نوامبر ۱۸۸۷ – ۱۸ ژوئن ۱۹۵۵) یک تنیس‌باز اهل چکسلواکی بود. 